# Барселона (Гуаякіль)
«Барсело́на» (ісп. Barcelona Sporting Club) — еквадорський футбольний клуб з Гуаякіля. Заснований 1 травня 1925 року.

## Досягнення
- Чемпіон Еквадору (16): 1960, 1963, 1966, 1970, 1971, 1980, 1981, 1985, 1987, 1989, 1991, 1995, 1997, 2012, 2016, 2020